# Греј Корт (Јужна Каролина)
Греј Корт (енгл. Gray Court) град је у америчкој савезној држави Јужна Каролина.

## Демографија
По попису из 2010. године број становника је 795, што је 226 (-22,1%) становника мање него 2000. године.
| Група             | 2000.       | 2010.       |
| Белци             | 364 (35,7%) | 328 (41,3%) |
| Афроамериканци    | 558 (54,7%) | 332 (41,8%) |
| Азијати           | 1 (0,1%)    | 0 (0,0%)    |
| Хиспаноамериканци | 97 (9,5%)   | 122 (15,3%) |
| Укупно            | 1.021       | 795         |